# 莫翁 (阿登省)
莫翁（法語：Mohon，發音：[mɔɔ̃]）是法国阿登省的一个旧市镇。1966年，莫翁与邻近的4个市镇合并为市镇沙勒维尔-梅济耶尔。

## 地理
莫翁（49°45'7.14"N, 4°43'53.44"E）位于法国大東部大區阿登省，该省份为法国北部内陆省份，西接埃纳省，南至马恩省，东临默兹省，北与比利时接壤。
莫翁的时区为UTC+01:00、UTC+02:00（夏令时）。

## 行政
莫翁的邮政编码为08000，INSEE市镇编码为08105。

## 人口
莫翁于1962年时的人口数量为9048人。